# Episodi di Army Wives - Conflitti del cuore (seconda stagione)
La seconda stagione della serie televisiva Army Wives - Conflitti del cuore è stata trasmessa negli Stati Uniti dall'8 giugno al 2 novembre 2008 su Lifetime.
| nº | Titolo originale               | Titolo italiano              | Prima TV USA      | Prima TV Italia  |
| -- | ------------------------------ | ---------------------------- | ----------------- | ---------------- |
| 1  | Would You Know My Name         | Ti ricorderai il mio nome    | 8 giugno 2008     | 6 novembre 2008  |
| 2  | Strangers in a Strange Land    | Stranieri in terra straniera | 15 giugno 2008    | 6 novembre 2008  |
| 3  | The Messenger                  | Voltare pagina               | 22 giugno 2008    | 13 novembre 2008 |
| 4  | Leaving the Tribe              | Lasciare la tribù            | 29 giugno 2008    | 13 novembre 2008 |
| 5  | The Hero Returns               | Il ritorno dell'eroe         | 6 luglio 2008     | 27 novembre 2008 |
| 6  | Thicker Than Water             | Il sangue non è acqua        | 13 luglio 2008    | 4 dicembre 2008  |
| 7  | Uncharted Territory            | Territorio inesplorato       | 20 luglio 2008    | 4 dicembre 2008  |
| 8  | Loyalties                      | Fedeltà                      | 27 luglio 2008    | 11 dicembre 2008 |
| 9  | Casting Out the Net            | Gettare la rete              | 3 agosto 2008     | 11 dicembre 2008 |
| 10 | Duplicity                      | Falsità                      | 10 agosto 2008    | 18 dicembre 2008 |
| 11 | Mothers & Wives                | Madri e mogli                | 17 agosto 2008    | 18 dicembre 2008 |
| 12 | Great Expectations             | Grandi aspettative           | 7 settembre 2008  | 1º gennaio 2009  |
| 13 | Safe Havens                    | Porti sicuri                 | 14 settembre 2008 | 1º gennaio 2009  |
| 14 | Payback                        | Immunità diplomatica         | 21 settembre 2008 | 8 gennaio 2009   |
| 15 | Thank You for Letting Me Share | Grazie per avermi ascoltato  | 5 ottobre 2008    | 8 gennaio 2009   |
| 16 | Transitions                    | Sacrifici                    | 12 ottobre 2008   | 15 gennaio 2009  |
| 17 | All in the Family              | Tutto in famiglia            | 19 ottobre 2008   | 15 gennaio 2009  |
| 18 | Departures, Arrivals           | Partenze, arrivi             | 26 ottobre 2008   | 22 gennaio 2009  |
| 19 | Last Minute Changes            | Quando il dovere chiama      | 2 novembre 2008   | 22 gennaio 2009  |

## Ti ricorderai il mio nome
- Titolo originale: Would You Know My Name
- Diretto da:
- Scritto da:

### Trama
La puntata viene scandita dalla voce di Pamela che si sfoga alla radio dopo l'attentato all'Hump bar, per mano di un commilitone della base. Nel suo corso scopriamo chi è vivo, ferito o deceduto, e come la comunità, gli amici e parenti, reagiscono a quelli eventi terribili ed inaspettati. Sono morte quattro persone: l'attentatore, la moglie Marylin, il suo amante Eddie e Amanda, la figlia di Claudia Joy e Michael.
- Guest star:

## Stranieri in terra straniera
- Titolo originale: Strangers in a Strange Land
- Diretto da: John Kretchmer
- Scritto da: C.M. Nau

### Trama
Trevor è arrivato in Iraq sano e salvo, e comincia il lavoro con la sua unità. A Fort Marshall, Claudia e Micheal Holden stanno facendo i conti con la morte della loro primogenita Amanda supportati nella vita di tutti i giorni, dalle amiche di lei. Roxy si occupa della sistemazione del suo ex-capo Betty per tenersi occupata. Pamela e Chase sono in contrasto per la segretezza che lui deve tenere in missione e che obbliga lei a non sentirlo mai a differenza delle altre mogli. Roland e Joan aspettano finalmente il figlio/a tanto desiderato/a, soprattutto dall'uomo, e dopo un po' di tentennamenti dovuti alla carriera e alla sua posizione Joan decide di non abortire.
- Guest star: Jeremy Davidson, Terry Serpico, Katelyn Pippy.

## Voltare pagina
- Titolo originale: The Messenger
- Diretto da: Kevin Dowling
- Scritto da: Katherine Fugate

### Trama
Roxy e Betty hanno i loro primi scontri dovuti alla convivenza e all'esuberanza dei figli della giovane. Chase cerca di passare al meglio il tempo con i suoi figli e di farsi perdonare per la lunga lontananza, avendo però dei contrasti con Kathy e la sua preannunciata mancanza alla recita. Claudia Joy avrà difficoltà a recuperare la sua serenità con la Chiesa dopo la morte della figlia, e verrà aiutata da un "amico immaginario" di Finn che invece si prenderà una cotta per lei. Emmalin sentirà la mancanza del rapporto con sua madre e si sfogherà con Roland; al quale poi porterà diversi amici che sono in cerca di consigli e di un appoggio. Denise si occuperà di un soldato ferito che ha perso entrambe le gambe e mentre lei cerca di sollevargli il morale, lui l'aiuta regalandole la sua moto.
- Guest star: Bill Cobbs, Jeremy Davidson, David Call, Patricia French, Katelyn Pippy.

## Lasciare la tribù
- Titolo originale: Leaving the Tribe
- Diretto da: Lloyd Ahern
- Scritto da: Bruce Zimmerman e Nick Thiel

### Trama
Trevor viene ferito in Iraq durante un pattugliamento, e dopo qualche spostamento in Europa, annuncia il suo ritorno in patria per la riabilitazione. Michael Holden in crisi per la morte di Amanda comincia a pensare al pensionamento. Joan Burton risente dei sintomi della gravidanza e comincia il corso speciale dell'esercito per le donne nel suo stato. Denise si decide a provare la moto sotto consiglio di Getty, che scoprirà poi essere un medico dell'ospedale dove lavora. Roland entusiasmato dal buon lavoro svolto per aiutare Emma e i suoi compagni decide di tentare il ruolo da consulente nella scuola della base, che però gli viene rifiutato poiché i posti sono già occupati. Tuttavia gli verrà offerto il posto di supplente di lettere che lui volentieri accetterà. Nel frattempo, molti famigliari delle vittime dell'attentato devono fare i conti con i famigliari dell'attentatore. Betty, alla faccia del cancro, decide di ricostruire l'Hump bar e di affidare la direzione dei lavori a Roxy.
- Guest star: Terry Serpico, Seamus Dever, Patricia French.

## Il ritorno dell'eroe
- Titolo originale: The Hero Returns
- Diretto da: Joanna Kerns
- Scritto da: Katherine Fugate e Bruce Zimmerman

### Trama
L'intera puntata è scandita dal ritrovamento in Vietnam del corpo di un commilitone creduto disperso, ora dichiarato ufficialmente morto; mentre il Generale Holden e il suo staff, compresa la moglie, cercano i parenti alla base e di convincerli a presenziare alla commemorazione, Trevor è tornato e fa i conti con la fama d'eroe dopo il suo gesto in Iraq. Denise e Getty si avvicinano un po' di più grazie alle moto, mentre Frank dal fronte intimorito dal cambiamento della moglie decide di vendere la moto a sua insaputa. Questo scatena un piccolo diverbio che si risolve in fretta anche se non con serenità.
- Guest star: Terry Serpico, Seamus Dever, Matthew Glave, Dan Lauria, Patricia French.

## Il sangue non è acqua
- Titolo originale: Thicker Than Water
- Diretto da: Tawnia McKiernan
- Scritto da: John E. Pogue

### Trama
Denise e Getty sono sempre più affiatati sul lavoro, mentre lei litiga con il marito al telefono. Trevor sente la mancanza della sua unità e di dover tornare in servizio il prima possibile. Il programma di Pamela viene sospeso dopo una discussione in onda sull'impatto che le partenze hanno sui figli dei militari. Joan ha i primi contrasti d'opinione con l'ufficiale che dovrà sostituirla. Claudia aiuterà una madre soldatessa nel rapporto con la figlia. Betty lascia la base per la California dopo aver constatato che Roxy può occuparsi da sola dell'Hump bar.
- Guest star: Terry Serpico, Seamus Dever, Matthew Glave, Clare Carey, Patricia French, Katelyn Pippy, Stephen J. Cannell, John Rue.

## Territorio inesplorato
- Titolo originale: Uncharted Territory
- Diretto da: Tawnia McKiernan
- Scritto da: John E. Pogue

### Trama
Roland e Joan scoprono il sesso del bimbo che stanno aspettando: è una femmina. Roxy lavora duramente per ricostruire e riaprire l'Hump Bar dopo la morte di Betty. Pamela partecipa a un pranzo con i colleghi di Chase e le rispettive mogli, e quando si accorge che una di loro è molto ricca, cosa che non può essere spiegata dal solo stipendio del marito, comincia a sospettare che gli uomini della Delta Force stiano eseguendo qualche attività illegale.
- Guest star: Jeremy Davidson, Seamus Dever, Matthew Glave, Patricia French, Katelyn Pippy, Richard Bryant.

## Fedeltà
- Titolo originale: Loyalties
- Diretto da:
- Scritto da:

### Trama
Roland riceve nel suo studio una studentessa che gli confessa di essere omosessuale, e di aver paura di ammetterlo perché teme che questo comprometterebbe la carriera nell'esercito che sogna. Quando gli altri professori scoprono che Roland si è chiuso a chiave nel suo studio con la studentessa, e che successivamente si sono visti da soli in un bar, lo accusano di molestie. La ragazza, per non farlo licenziare, fa finalmente coming out. Roxy assume una cameriera che cerca di sedurre Trevor. Chase viene arrestato, confermando i sospetti di Pamela, che però è convinta che il marito sia innocente. Si scoprirà infatti che stava lavorando sotto copertura per smascherare le appropriazioni illegali di un suo collega.
- Guest star:

## Gettare la rete
- Titolo originale: Casting Out the Net
- Diretto da: Allison Liddi Brown
- Scritto da: Bruce Zimmerman

### Trama
Denise è preoccupata per il suo rapporto con Getty quando scopre che Frank sta per tornare dall'Iraq. Roxy inizia a frequentare le lezioni serali con Roland per prendere il diploma. Pamela fa amicizia con una giornalista che vuole scrivere un articolo su di lei sul giornale della base. 
- Guest star: Jeremy Davidson, Terry Serpico, Seamus Dever, Matthew Glave, Tawny Cypress, Jesse Swenson, Katelyn Pippy, Richard Bryant.

## Falsità
- Titolo originale: Duplicity
- Diretto da: Tim Hunter
- Scritto da: Gil Grant

### Trama
Joan ha un distacco della placenta ed è costretta a rimanere a letto fino al termine della gravidanza. Trevor è preoccupato perché a causa della sua ferita rischia di essere congedato e dover lasciare l'esercito. Frank sente che qualcosa è cambiato in Denise.
- Guest star: Terry Serpico, Seamus Dever, Matthew Glave, Tawny Cypress, Jesse Swenson, Katelyn Pippy, Richard Bryant.

## Madri e mogli
- Titolo originale: Mothers & Wives
- Diretto da: Chris Peppe
- Scritto da: John E. Pogue

### Trama
La madre di Claudia Joy va a farle visita e lei si accorge che c'è qualcosa che non va. Roland riceve una studentessa il cui padre è morto in missione. Roxy non ha fiducia in sé e non riesce a superare il test per il diploma. Ci riuscirà solo al terzo tentativo, con il supporto di Trevor e di Roland.
- Guest star:

## Grandi aspettative
- Titolo originale: Great Expectations
- Diretto da: Peter Werner
- Scritto da: Barbara Hall

### Trama
All'arrivo di suo padre nella base, Claudia Joy scopre che i suoi genitori stanno divorziando a causa della dipendenza dal gioco del padre, di cui non sapeva niente. Pamela riceve telefonate da un grande fan, che le manda dei fiori a casa e le crea preoccupazione. Roxy pensa che Trevor stia abusando degli antidolorifici che gli vengono prescritti per la ferita alla spalla.
- Guest star:

## Porti sicuri
- Titolo originale: Safe Havens
- Diretto da: LLoyd Ahern II
- Scritto da: Bruce Zimmerman

### Trama
Pamela è preoccupata, perché lo stalker ha preso contatto con i suoi figli al parco. Roxy confessa a Roland dei suoi sospetti sulla dipendenza del marito, e Roland è costretto a dirlo a Joan perché teme che Trevor possa mettere in pericolo la sua salute. Jeremy deve partire per la sua prima missione.
- Guest star:

## Immunità diplomatica
- Titolo originale: Payback
- Diretto da: John T. Kretchmer
- Scritto da: John E. Pogue

### Trama
Trevor ha un piccolo incidente in macchina, che lo spinge ad ammettere e curare la sua dipendenza. Denise e Frank decidono di separarsi prima della partenza di lui per l'Iraq. Pamela affronta finalmente il suo stalker, che viene arrestato : è il marito di una soldatessa. Trevor riceve una stella d'argento e decide di donarla alla famiglia di un suo commilitone morto in missione. Un politico straniero in visita ufficiale alla base tenta di violentare Claudia Joy, ma non può essere arrestato a causa dell'immunità diplomatica.
- Guest star:

## Grazie per avermi ascoltato
- Titolo originale: Thank You for Letting Me Share
- Diretto da: Carl Lawrence Ludwig
- Scritto da: Margaret Oberman

### Trama
Jennifer, una nuova moglie, arriva alla base e si mette subito in competizione con Claudia Joy. Roland riceve la visita di sua madre, che fa subito amicizia con Joan e la aiuta a prendersi cura della figlia Sarah Elizabeth. 
- Guest star:

## Sacrifici
- Titolo originale: Transitions
- Diretto da:
- Scritto da:

### Trama
Emmalin incontra il suo amico di penna, il soldato Logan. Jennifer cerca di mettersi tra Emmalin e sua madre Claudia Joy. Denise fa amicizia con la moglie di un soldato ferito che rischia di diventare cieco. Joan e Roland cercano una tata per la loro figlia, con l'aiuto della madre di Roland, ma non trovano nessuna candidata adatta e Roland decide di lasciare il lavoro per occuparsi della figlia a tempo pieno.
- Guest star: Paul Wesley

## Tutto in famiglia
- Titolo originale: All in the Family
- Diretto da:
- Scritto da:

### Trama
Roxy chiede aiuto a Pamela per mancanza di personale al Betty's Bar&Ristorant e in quella giornata, ritorna Marda con il suo nuovo compagno. Claudia e Micheal sono in ansia perché Emmalin esce ancora Logan (un giovane soldato della base, ma comunque maggiorenne), dopo qualche discussione acconsentono alla loro frequentazione, credendola la "strategia" migliore. La spalla di Trevor è guarita e lui tornerà presto in servizio attivo senza restrizioni. Denise ha richiamato Mac per parlare al gruppo Guerrieri in Transizione. Joan e Roland sono riluttanti a staccarsi dalla piccola Sarah Elisabeth ma Claudia Joy riuscirà a convincerli a concedersi una cenetta intima, anche se con reticenza. Roxy nota una mancanza di denaro nell'incasso del bar e crede che la colpevole sia Marda.
- Guest star:

Paul Wesley

## Partenze, arrivi
- Titolo originale: Departures, Arrivals
- Diretto da:
- Scritto da:

### Trama
Joan torna al lavoro e subito si scontra con Evan, il suo sostituto. Trevor è stato riassegnato e per questo viene promosso al grado di Sergente, la sua nuova unità tuttavia non partirà prima di qualche settimana. Betty è morta e per Roxy è stato come perdere una madre quindi le organizza una commemorazione. Marda gelosa del rapporto tra sua figlia e Betty sta per ricadere nell'alcool, ma Trevor interviene in tempo e la porta agli alcolisti anonimi. Micheal Holden viene promosso e riassegnato alla N.A.T.O. e Emmalin si rifiuta di partire. Denise e Mac fanno l'amore e anche Frank si lascia andare con un ufficiale del servizio segreto. Pamela deve affrontare il discorso 'delle api e dei fiori' con Kathy dopo qualche incidente a scuola.
- Guest star:

## Quando il dovere chiama
- Titolo originale: Last Minute Changes
- Diretto da:
- Scritto da:

### Trama
Denise e Mac stanno ufficialmente insieme, ma la sua ex LeeAnn arriva in città intenzionata a riconquistarlo. Frank e Jeremy s'incontrano al fronte. Claudia Joy e Micheal preparano la partenza per Bruxelles. In città arriva il nipote di Betty che dopo aver fatto un'offerta per il bar cerca invece di accaparrarselo con la forza. Trevor confida a Roxy che vuole un figlio suo prima della partenza, perché teme di morire. Il sostituto del Generale Holden è un vecchio commilitone di Evan che ovviamente lo preferisce a Joan (seconda in comando sotto Holden), che quindi viene riassegnata al fronte. Jennifer diventa quindi il nuovo Presidente del Comitato e cancella il programma di Pamela alla radio, inserendone uno tutto suo. Emmalin e Logan scappano insieme.
- Guest star: